# Prado

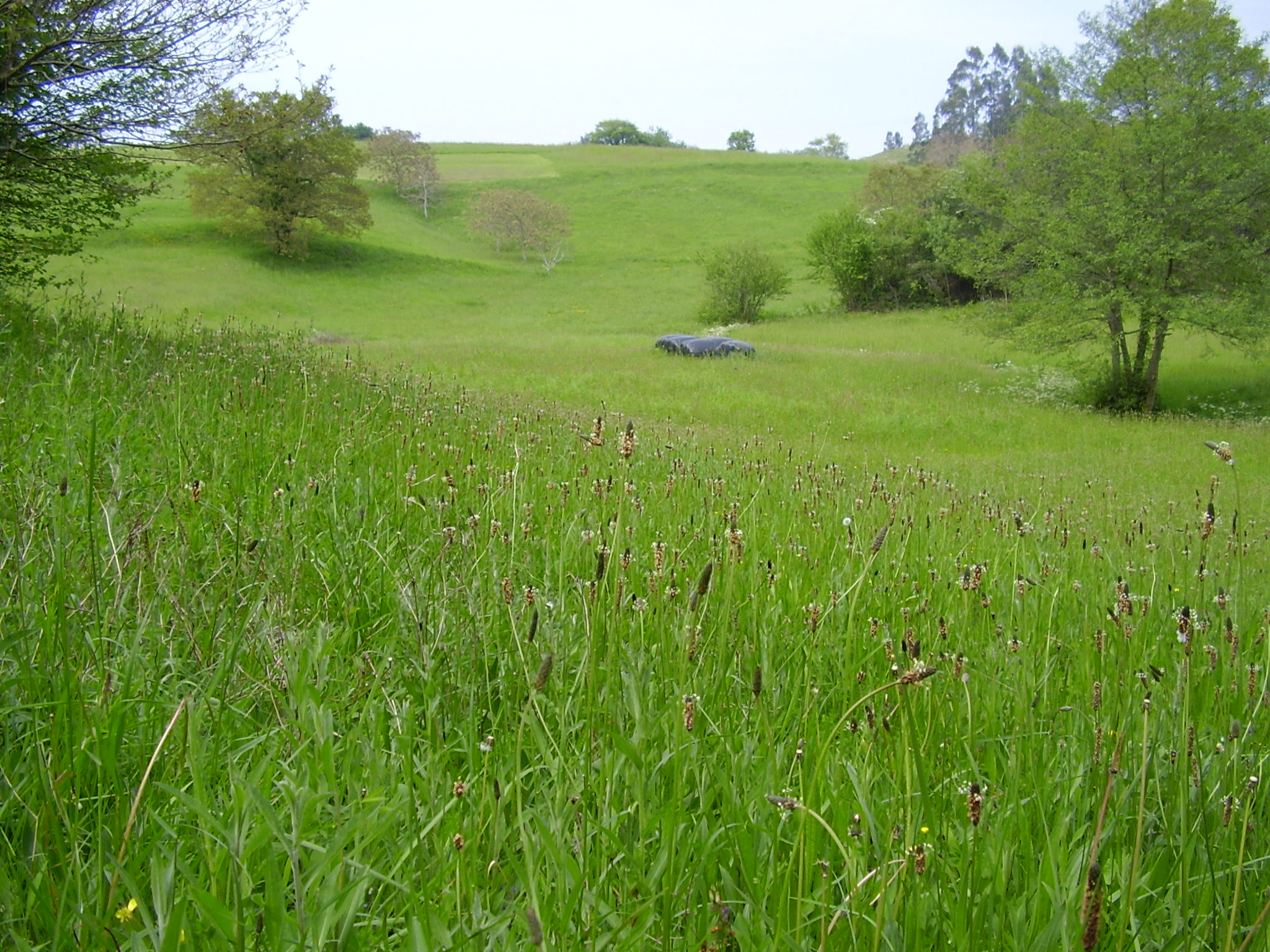
Prado de siega en Cantabria (España). La hierba es cortada por medios manuales o mecánicos para la alimentación del ganado. Al fondo se observan fardos enfundados de hierba seca de cortes anteriores.

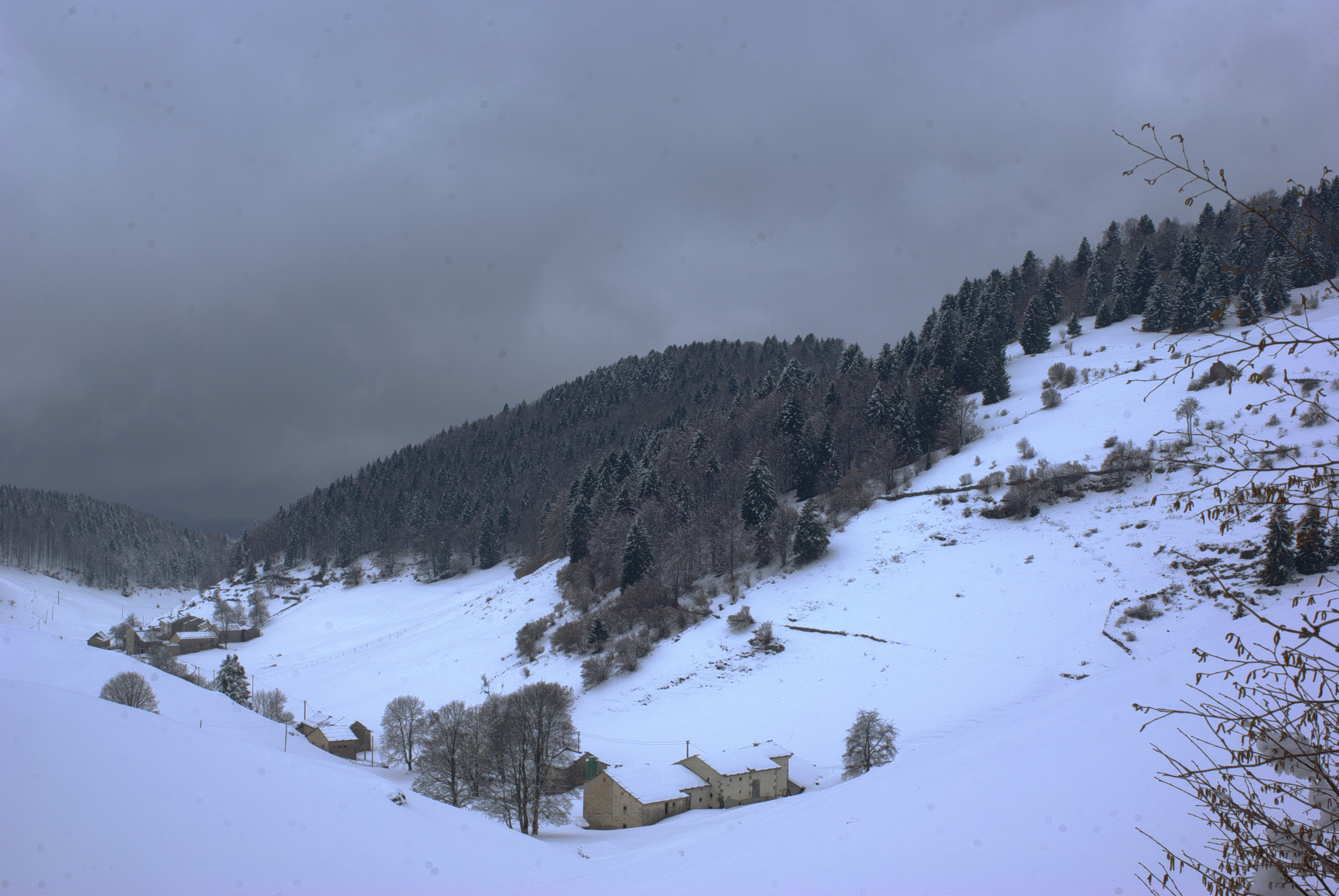
Pastos de nieve en Tinazzo Bosco Chiesanuova Italy ctg Lessinia 2013

Un prado es una tierra llana o de relieve suave, húmeda o de regadío, en la cual crece la hierba con el fin de generar pasto para el ganado y forraje para conservar, cuando hay producción sobrante. 
Por lo general los prados mesofíticos crecen en regiones húmedas y no muy frías, en las que apenas existe sequía, bajo el dominio de los bosques caducifolios o aciculifolios. Los prados forman ecosistemas creados como consecuencia de  la actividad humana consistente en una economía rural basada en la ganadería, manteniendo la vegetación en un estado de subclímax, gracias a la alternancia de siega y pastoreo; estas actuaciones alternantes se complementan frecuentemente con otros cuidados como enmiendas calizas, o fertilización orgánica o mineral.
Las praderas atraen a multitud de fauna y sustentan flora y fauna que no podrían desarrollarse en otros hábitats. Son importantes desde el punto de vista ecológico, ya que proporcionan zonas para el cortejo de los animales, anidación, recolección de alimentos, polinización de insectos y, a veces, refugio, si la vegetación es lo suficientemente alta. Existen varios tipos de praderas, como las agrícolas, las de transición y las perpetuas, cada una de las cuales desempeña un papel único e importante en el ecosistema. 
Al igual que otros ecosistemas, las praderas experimentarán un aumento de la presión (incluso en su biodiversidad) debido al cambio climático, especialmente a medida que cambien las precipitaciones y las condiciones meteorológicas. Sin embargo, las  praderas y pastizales también tienen un importante potencial de mitigación del cambio climático como sumideros de carbono; las gramíneas de raíces profundas almacenan una cantidad sustancial de carbono en el suelo.

## Características
Están formados por plantas herbáceas verdes perennes de escasa altura y de raíces poco profundas, que forman un tapizado denso, constituyendo un tupido, muy diverso y continuo césped. La flora herbácea vivaz predominante en los prados son las gramíneas: holco lanudo (Holcus lanatus), dactico (Dactylis glomerata), Lolium arundinaceum, agrostis común (Agrostis tenuis), cola de perro (Cynosurus cristatus), Poa trivialis, poa de los prados (Poa pratensis), raigrás inglés (Lolium perenne); Festuca rubra; leguminosas: trébol violeta (Trifolium pratense), Lotus corniculatus, trébol blanco (Trifolium repens), loto o cuernecillo;  compuestas: Thrincia hirta, Thrincia hispida, garbanzón (Centaurea nigra), diente de león (Taraxacum officinale), Linum bienne, y plantas de otras familias botánicas: primavera (Primula vulgaris), llantén (Plantago lanceolata) o Cardamine pratensis, entre otras especies, hasta un total en torno a cien especies pratenses. 

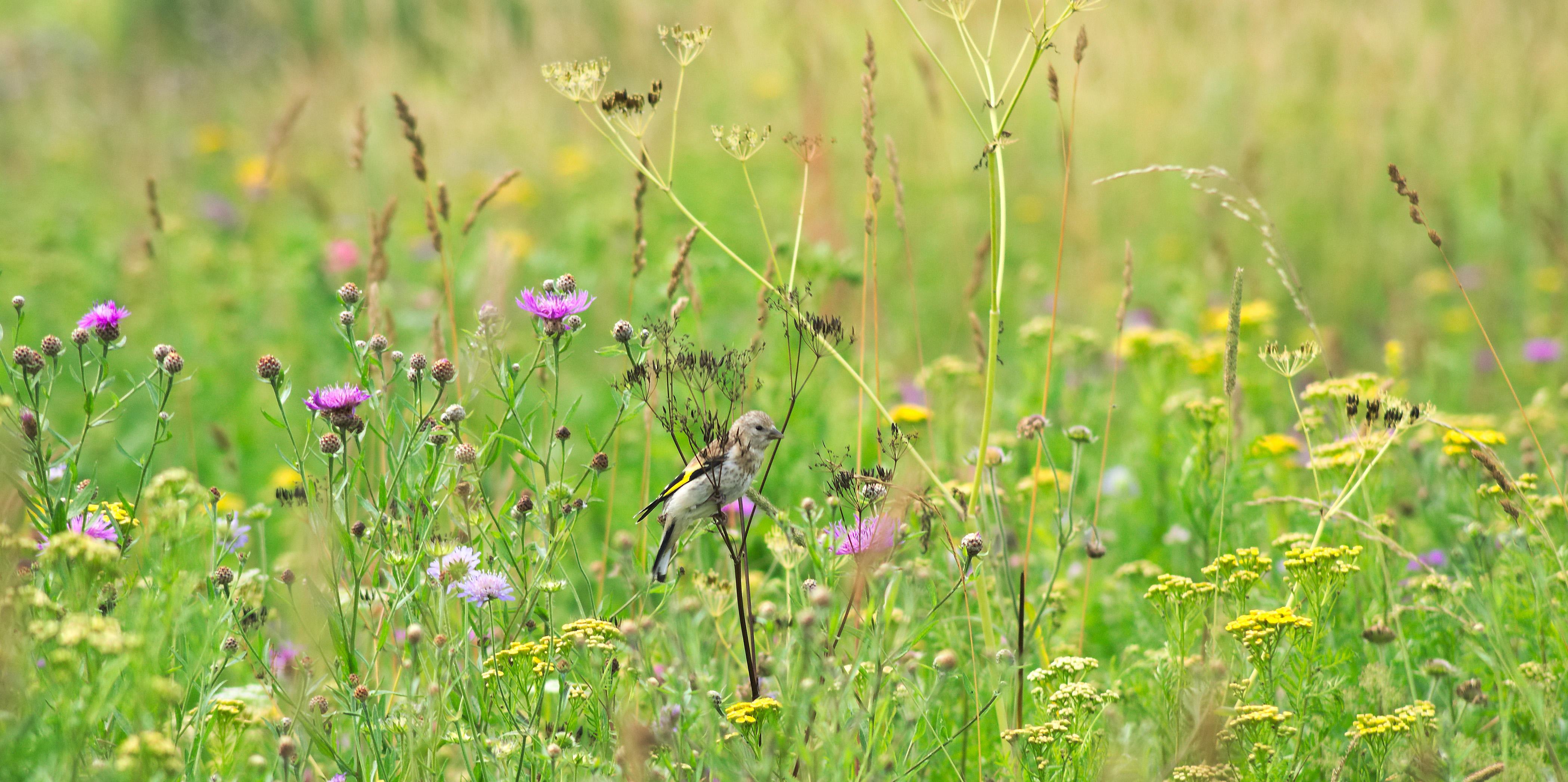
Prado vivo en Moscú (Bitsa)

Posee una gran potencia productiva que va en dependencia del estado de mucha excitación hídrica de éstas y sobre todo de la disponibilidad de nutrientes, en especial el nitrógeno. El periodo vegetativo y de pastoreo de estos espacios varía en función del frío y la duración del período seco estival. La biodiversidad de esta comunidad vegetal depende de la intensidad del aprovechamiento en relación con la producción. Tanto si se aprovechan con gran intensidad y frecuencia como si se hace el aprovechamiento de forma incompleta, la biodiversidad tiende a reducirse, empobreciéndose grandemente tanto la flora, como la fauna asociada.
En ciertos lugares geográficos la vegetación de estos ecosistemas ha alcanzado un estado clímax, siendo prados naturales. Este es el caso de los prados de montaña de tipo alpino, así como el de las grandes formaciones herbáceas del mundo, como las praderas norteamericanas de gramíneas altas anuales.

## Aprovechamiento
Según el modo de aprovechamiento se pueden distinguir entre:
- Prados de siega. Aquellos con una topografía plana o convexa destinados a un aprovechamiento intensivo y generalmente estercolados y abonados y a veces regados. De ellos se extrae la hierba durante varios cortes a lo largo del año sin que entre el ganado.[1]

En Castilla y León y Cantabria también llamados "praderas de dalla", están dominados florísticamente por gramíneas altas como Arrhenatherum bulbosum y Dactylis glomerata, y se desarrollan sobre suelos no compactados y con fuerte humedad, que según los territorios, pueden estar sujetos a una moderada desecación estival de su superficie (territorios de clima mediterráneo, que se hace menor en los territorios de clima atlántico, como la cordillera Cantábrica, por lo que se enriquecen en especies vegetales que soportan mejor la humedad como Polygonum bistorta, Carum carvi, Bromus commutatus, o Narcissus leonensis, que coexisten con otras más ampliamente distribuidas como Anthoxanthum odoratum "Grama de olor", Poa trivialis, Cynosurus cristatus, Bromus hordeaceus, Holcus lanatus, Pedicularis schizocalix, Trisetum flavescens, Centaurea nigra, Sanguisorba officinalis, Trifolium pratense, Linum bienne, Althaea cannabina, Astrantia major, Ajuga reptans, Trollius europaeus, Achillea millefolium "Milenrama", Bellis perennis "Margaritas", Orchis mascula, Serapias cordigera, Scilla verna, Taraxacum officinale, Serapias lingua, Potentilla tabernaemontani, etc.
- Prados de diente. Son los pastizales sometidos exclusivamente a pastoreo, situados por lo general en lugares de difícil acceso o con relieve irregular, pendiente elevada o muchas rocas aflorantes como para poder ser explotados como prados de siega.

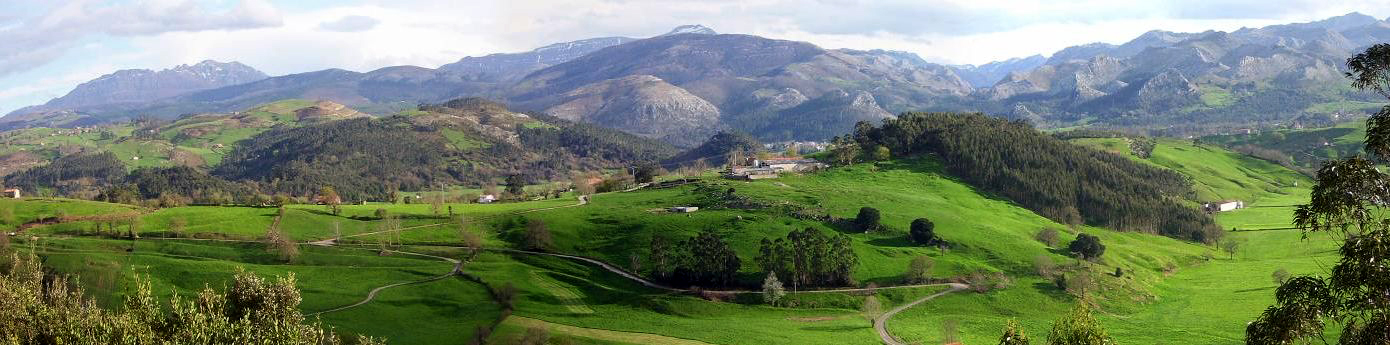
Paisaje de prados en Cantabria (España).

## Prados de transición
Un prado de transición se produce cuando un campo, pasto, tierra de labranza u otro terreno despejado deja de ser cortado o pastoreado y comienza a mostrar un crecimiento exuberante, que se extiende a la floración y autosiembra de sus especies de gramíneas y flores silvestres. Sin embargo, este estado es sólo temporal, ya que las hierbas acaban desapareciendo cuando se establecen los matorrales y las plantas leñosas, que son las precursoras de la vuelta a un estado totalmente arbolado. Un estado de transición puede mantenerse artificialmente mediante un sistema de doble campo, en el que se alternan las tierras cultivadas y las praderas durante un periodo de 10 a 12 años cada una.
En Norteamérica, antes de la colonización europea, los algonquinos, iroqueses y otros pueblos nativos americanos talaban regularmente zonas de bosque para crear praderas de transición donde los ciervos y los animales de caza pudieran encontrar alimento y ser cazados. Por ejemplo, algunas de las praderas actuales se originaron hace miles de años, debido a las quemas regulares de los nativos americanos.

## Prados perpetuos
Una pradera perpetua, también llamada pradera natural, es aquella en la que los factores ambientales, como las condiciones climáticas y del suelo, son favorables a las hierbas perennes y restringen el crecimiento de las plantas leñosas de manera indefinida. Los tipos de praderas perpetuas pueden incluir:
- Las praderas alpinas se dan en elevaciones elevadas por encima de la línea de árboles y se mantienen gracias a las duras condiciones climáticas
- Praderas costeras mantenidas por salpicaduras de sal
- Praderas desérticas limitadas por las escasas precipitaciones o la falta de nutrientes y humus
- Praderas mantenidas por periodos de sequía severa o sujetas a incendios forestales
- Praderas húmedas (zona semihúmeda) saturadas de agua durante gran parte del año

## Prados urbanos

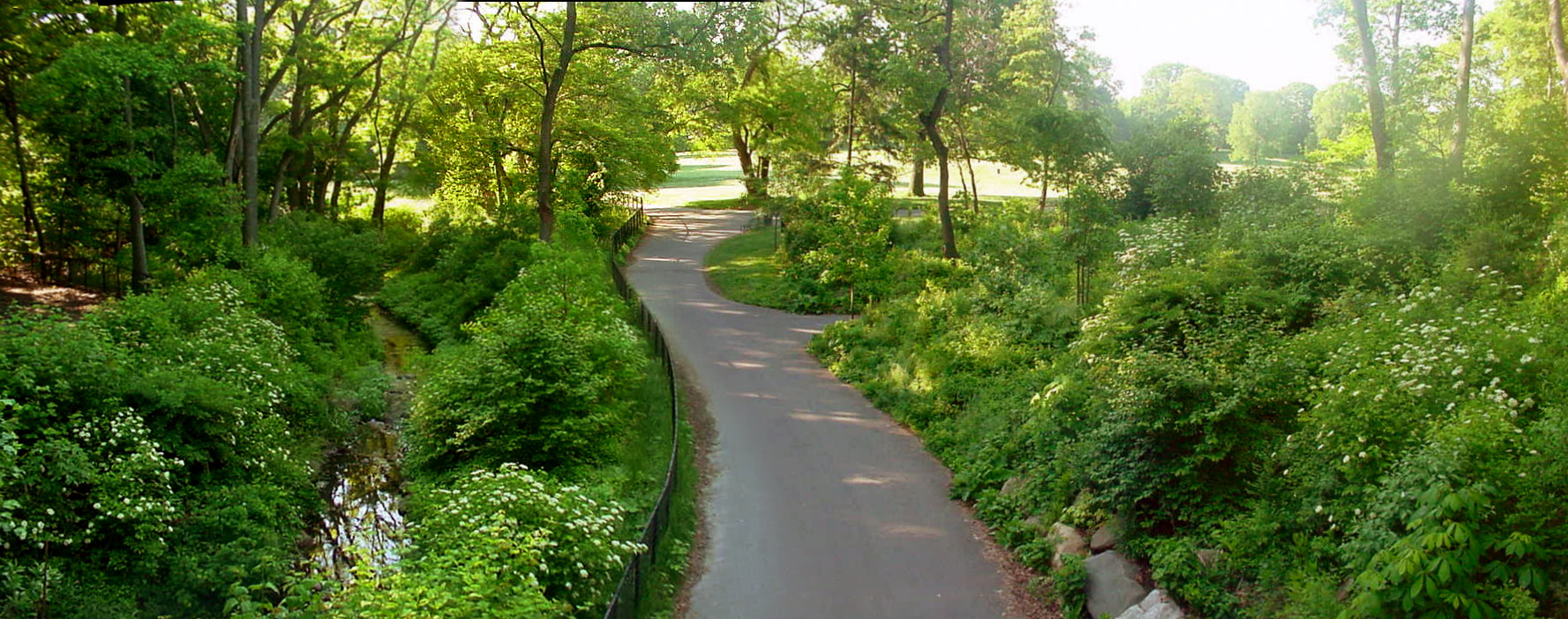
Vista hacia el sur desde los arcos de Nethermead hacia la pradera urbana de Nethermead en Prospect Park, Brooklyn, Nueva York.

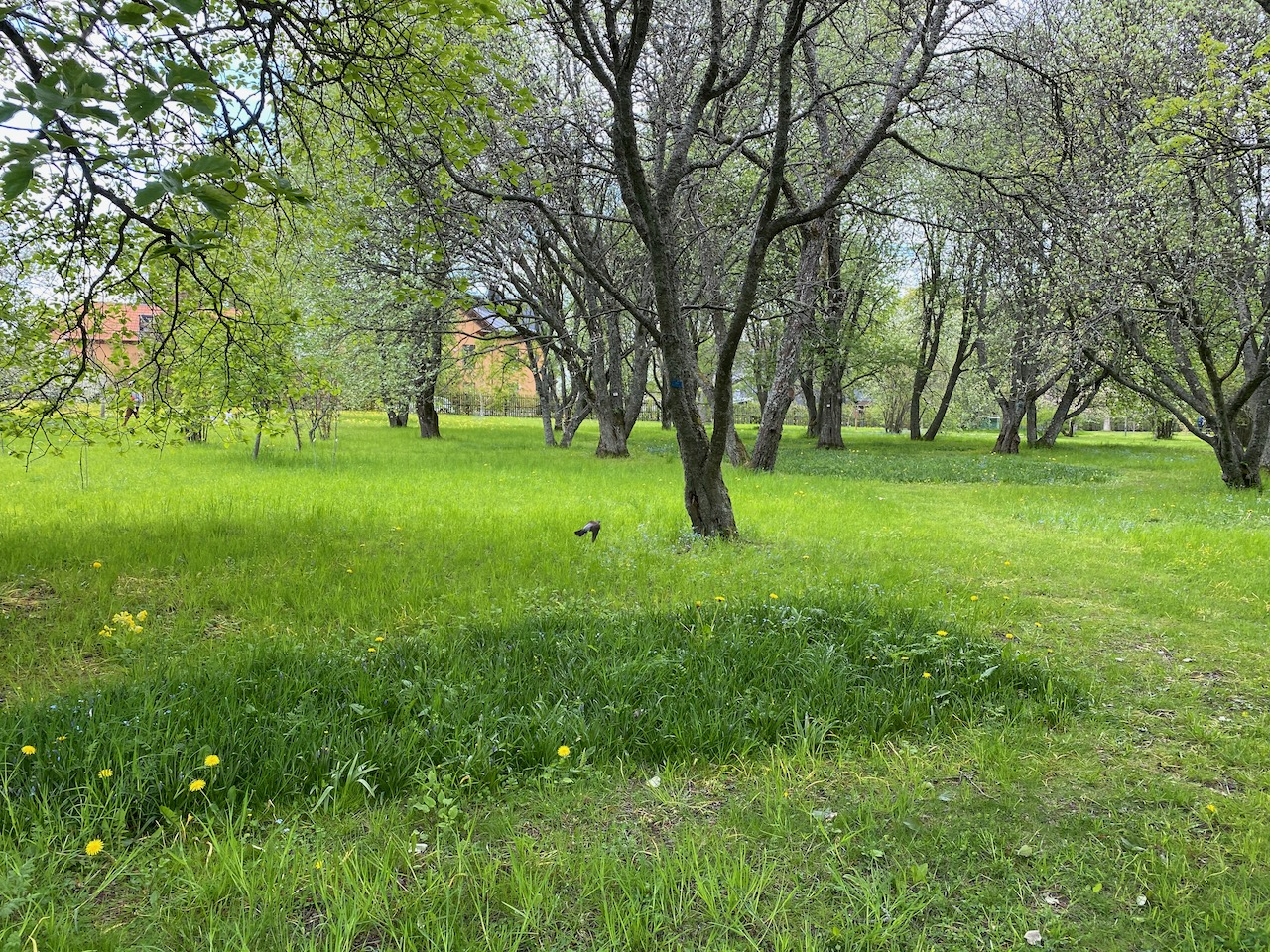
Pradera urbana en Botaniska Trädgården, Uppsala, Suecia.

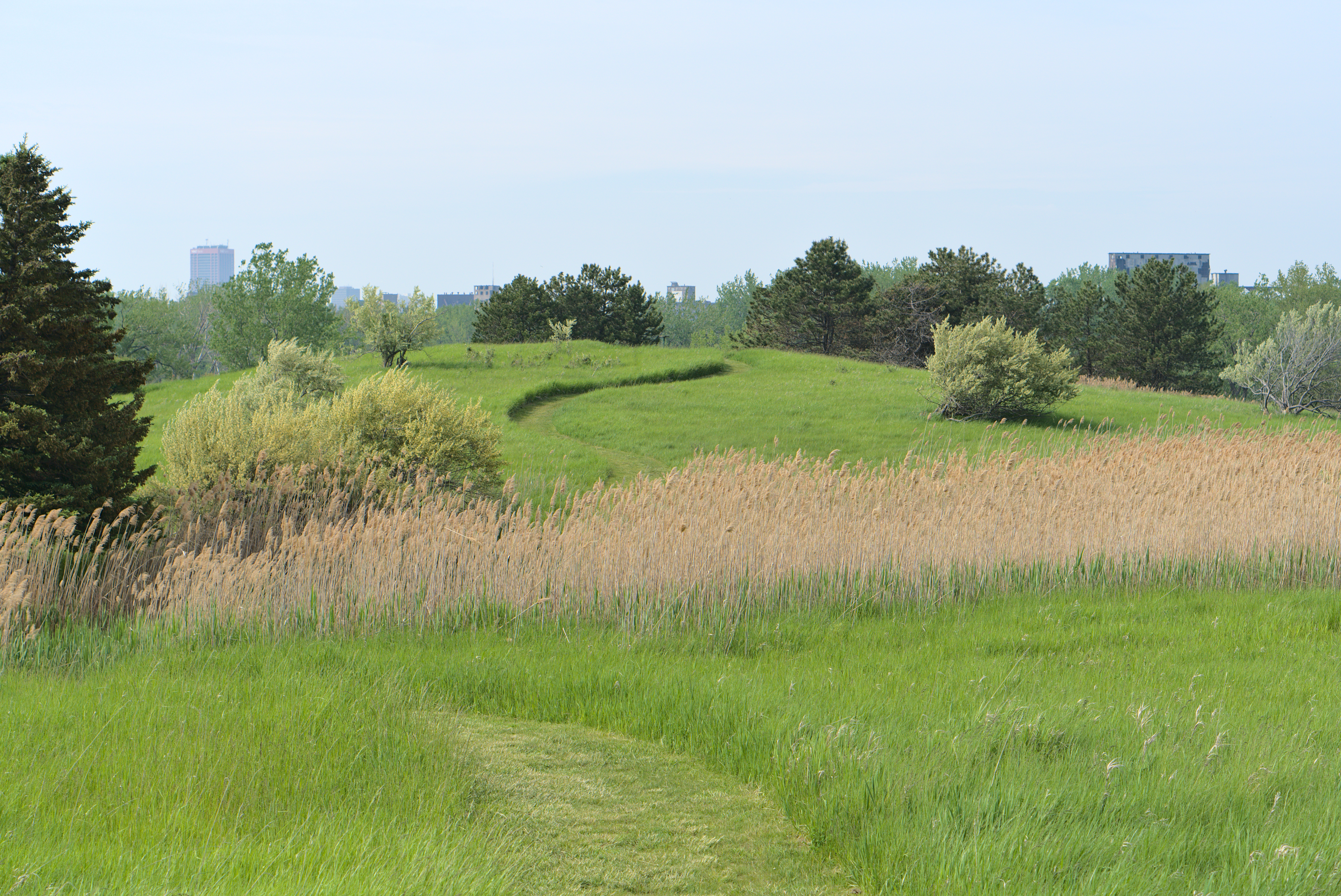
Pradera urbana en la Reserva Natural Tifft de Buffalo, Nueva York.

Recientemente[¿cuándo?] se ha empezado a pensar en las zonas urbanas como posibles lugares de conservación de la biodiversidad. Se cree[¿quién?] que el cambio de los céspedes urbanos, que son hábitats muy extendidos en las ciudades, a las praderas urbanas favorece la creación de mayores refugios para las comunidades vegetales y animales. Los céspedes urbanos requieren una gestión intensiva que pone en riesgo de perder su hábitat, especialmente debido a la frecuencia de siega. Se ha demostrado que la reducción de esa frecuencia de siega induce un claro efecto positivo en la diversidad de la comunidad vegetal, lo que permite pasar de los céspedes urbanos a las praderas urbanas
Debido al aumento de la urbanización, la Estrategia sobre Biodiversidad de la Unión Europea de 2017 propuso la necesidad de proteger todos los ecosistemas debido al cambio climático. (Esta Estrategia ha sido actualizada a 2030.) La mayoría de las personas que viven en las regiones urbanas de cualquier país suelen obtener sus conocimientos sobre plantas visitando parques y/o infraestructuras verdes públicas. Las autoridades locales tienen el deber de proporcionar los espacios verdes al público, pero estos departamentos sufren constantemente importantes recortes presupuestarios, lo que dificulta la admiración de la fauna natural en los sectores urbanos y perjudica también al ecosistema local.[cita requerida] En consonancia con la creciente aceptación de una "estética urbana más desordenada", las praderas perennes pueden considerarse una alternativa más realista a los clásicos céspedes urbanos, ya que su mantenimiento también sería más rentable. Los factores que los gestores de espacios urbanos enumeran como importantes a tener en cuenta son:
- Estética y reacción del público
- Contexto local
- Recursos humanos y sostenibilidad económica
- Política local
- Comunicación
- Biodiversidad y hábitat existente
- Factores físicos[8]

## Intervención humana
Las praderas concebidas artificial o culturalmente surgen y requieren continuamente la intervención humana para persistir y florecer. En muchos lugares, las poblaciones naturales y prístinas de grandes pastoreadores que viven en libertad se han extinguido o son muy limitadas debido a las actividades humanas. Esto reduce o elimina su influencia natural en la ecología circundante y hace que las praderas solo se creen o mantengan gracias a la intervención humana. Las praderas existentes podrían decaer potencial y gradualmente, si no se mantienen por las prácticas agrícola. También las prácticas agrícolas intensificadas (siega excesiva, uso de fertilizantes minerales, estiércol e insecticidas) pueden conducir a una disminución de la riqueza de organismos y la biodiversidad. La humanidad ha influido en la ecología y el paisaje durante milenios en muchas partes del mundo, por lo que a veces puede ser difícil discernir qué es natural y qué es cultural. Los prados son un ejemplo. Sin embargo, las praderas parecen haberse mantenido históricamente gracias a la presencia natural de grandes herbívoros, que controlaban el crecimiento de las plantas y mantenían el espacio despejado.
Como la agricultura extensiva como el pastoreo está disminuyendo en algunas partes del mundo, la pradera está en peligro como hábitat. Diversos proyectos de investigación intentan restaurar los hábitats naturales de las praderas reintroduciendo grandes herbívoros naturales. Estos incluyen ciervo, alce, cabra, caballo salvaje, etc. dependiendo de la ubicación. Un ejemplo más exótico y de mayor alcance es el Programa Tauros europeo.
Algunas organizaciones ecologistas recomiendan convertir los céspedes en praderas dejando de segar o reduciendo la siega. Afirman que los prados pueden preservar mejor la biodiversidad, el agua, reducir el uso de fertilizantes. Por ejemplo, en 2018 organizaciones ecologistas con el apoyo del Departamento de Medio Ambiente Alimentación y Asuntos Rurales de Inglaterra, preocupados por la disminución del número de abejas en todo el mundo, en el primer día de la Semana de las Necesidades de las Abejas 2018 (9-15 de julio) dan algunas recomendaciones de cómo preservar las abejas. Las recomendaciones incluyen 1) cultivar flores, arbustos y árboles, 2) dejar que el jardín crezca salvaje, 3) cortar la hierba con menos frecuencia, 4) dejar en paz los lugares de anidación e hibernación de los insectos y 5) tener mucho cuidado con los pesticidas.

### Impacto del turismo
Se ha observado que el impacto de la actividad humana aumenta la degradación del suelo de las praderas. Esto ha contribuido a los deslizamientos de tierra en Sholas. Por ejemplo, debido a las actividades de esquí y a la urbanización, se observó que los prados de la ciudad de Zakopane (Polonia) tenían alterada la composición del suelo. La materia orgánica del suelo se había desvanecido y estaba afectada debido a los productos químicos procedentes del agua de deshielo artificial de la nieve y la maquinaria de esquí.